# Martinton (Illinois)
Martinton – wieś w Stanach Zjednoczonych, w stanie Illinois, w hrabstwie Iroquois.